# Frappe-toi le cœur
Frappe-toi le cœur est le vingt-sixième roman d’Amélie Nothomb publié en 2017 aux éditions Albin Michel.

## Résumé
Marie, une jolie fille vivant en province, trouve son bonheur et sa jouissance lorsqu'elle suscite la jalousie et l'envie auprès de ses camarades. Après avoir épousé Olivier, le fils du pharmacien, Marie accouche à vingt ans d’une petite fille prénommée Diane. Alors que tout son entourage loue la beauté de la petite fille, Marie développe immédiatement un sentiment de jalousie extrême envers sa propre progéniture. Subissant au fil des années l'absence d'affection maternelle, Diane deviendra étudiante en médecine, spécialisée en cardiologie,.

## Titre
Le titre du roman est issu du poème À mon ami Edouard B. d’Alfred de Musset (paru dans Premières poésies) : « Ah ! frappe-toi le cœur, c’est là qu’est le génie ».

## Autour du roman
Dans une interview consacrée à L'Express en 2017, Amélie Nothomb explique qu’elle s’est inspirée d’une camarade d’école primaire affirmant que sa mère était jalouse d’elle.
Dans un entretien accordé à La Grande Librairie en 2017, Amélie Nothomb explique comment le thème de la jalousie est intervenu dans le processus d'écriture de son œuvre : « L'idée était de considérer que la jalousie était un langage codé [...] c'était donc un livre écrit dans un langage codé par la jalousie ce qui fait qu'on sent bien qu'il y a une histoire d'amour dans cette histoire mais on ne sait pas au juste en quoi consiste cette histoire d'amour : il faut vraiment atteindre les toutes dernières pages du livre pour comprendre la véritable histoire d'amour de ce livre ».
Frappe-toi le cœur fait partie des meilleures succès littéraires de 2017 avec 137 600 exemplaires vendus.